# Polygenis guimaraesi
Polygenis guimaraesi är en loppart som beskrevs av Pedro M.Linardi 1978. Polygenis guimaraesi ingår i släktet Polygenis och familjen Rhopalopsyllidae. Inga underarter finns listade i Catalogue of Life.